# Lucien Jacob (résistant)
Pour les articles homonymes, voir Jacob (homonymie).
Ne doit pas être confondu avec Lucien Jacob.
Lucien Jacob, né le 6 novembre 1902 à Bisping et guillotiné le 27 septembre 1943 à la prison Roter Ochse de Halle-an-der-Saale, est le chef d'un groupe de résistants français bateliers du Rhin.

## Biographie
Lucien Jacob est le fil d'un batelier d'Offendorf.
Il commence sa scolarité à l'école communale d'Offedorf jusqu'à la mort de sa mère en 1909. Puis il est scolarisé à Strasbourg. À partir de 1915, il apprend la batellerie avec son père,.
Le 13 novembre 1922, il commence son service militaire au 10e régiment du génie à Toul. Le 2 mars 1923, lors d'une mission avec les troupes d'occupation de la Sarre, il déserte.
Il travaille en Allemagne de 1923 à 1928. Puis il rentre en France où il se présente aux autorités militaires. Le tribunal militaire de Nancy le condamne à 6 mois de prison avec sursis. Il est libéré de ses obligations militaires le 3 août 1928,.
À sa libération, il travaille, jusqu'en 1938, pour la compagnie de navigation suisse, le Comptoir rhénan qui lui confie la responsabilité d'un remorqueur.
Après l'armistice du 22 juin 1940 et l'annexion de fait de l'Alsace, sa compagnie lui confie la responsabilité de la péniche Mont Blanc III. À partir de septembre 1941, il est autorisé, par les autorités allemandes, à effectuer des trajets sur le Rhin.

### Résistance
Au cours de ses voyages, régulièrement, il pénètre de quelques centaines de mètres en territoire suisse pour décharger sa cargaison pendant que son épouse fait des courses à Bâle au grand magasin Rheinhafen (« Au Port-du-Rhin »). En juillet 1942, par l'intermédiaire de son épouse, la propriétaire de ce commerce, madame Schneider, lui demande de passer au magasin pour récupérer une lettre de son cousin batelier, Otto Fortran, évadé d'Alsace et réfugié en zone non occupée où il travaille pour des services de renseignement. Le soir même, Lucien Jacob contacte madame Schneider qui lui demande de lui communiquer ce qui se passe en Allemagne et en Alsace. Elle le met en contact avec un agent anglais qu'il rencontre à plusieurs reprises.
Lucien Jacob surveille les installations allemandes le long du Rhin et transmet les informations à madame Schneider. Il porte une attention particulière aux installations du port du Rhin à Strasbourg et aux effets des bombardements sur Sarrebruck.
En août 1942, il recrute Emile Wendling, lui-même batelier, pour l'aider dans cette activité clandestine. Ce dernier se rend régulièrement à Volklingen près de Sarrebruck pour effectuer des livraisons. Il peut donc réunir tous les renseignements sur les effets des bombardements alliés sur la région (nombre de maisons détruites, impact psychologique, moyens de défense antiaérienne…). À la mi-septembre, il remet un rapport détaillé à Lucien Jacob.
Lucien Jacob entre aussi en contact avec le chauffagiste Joseph-Louis Metzger à qui il demande des renseignements sur les flux ferroviaires de la région de Saint-Louis.
Il recrute aussi Charles Lieby, lui aussi batelier. Durant la deuxième quinzaine du mois d'octobre 1942, ce dernier est chargé de transmettre les renseignements à madame Schneider en Suisse. Parmi les documents se trouvent des listes d'espions allemands envoyés en zone libre. Elles sont fournis par Georgette Schenck la nièce de Lucien Jacob. Elle travaille comme sténo-dactylo au service des laissez-passer. À son retour en Alsace, Charles Lieby rapporte une dizaine de revues intitulées Neptune, La France libre et Le Courrier de l'air,.

### Arrestation, jugement
Le 29 octobre 1942, à la suite d'une dénonciation, Lucien Jacob est arrêté au Port du Rhin à Strasbourg en même temps que Charles Lieby, Joseph-Louis Metzger, Emile Wendling, Berthe Schenck, sa sœur, et Georgette Schenck. Il est incarcéré à la prison d'Offenburg puis transféré à la prison de Alt Moabit de Berlin.
Les 26 et 27 mai 1943, le groupe comparait, pour espionnage, devant le 4e Sénat du Reichskriegsgericht, présidé par le juge Biron. Lucien Jacob, comme les trois autres bateliers, est condamné à la peine de mort pour « intelligence avec l'ennemi et haute trahison », ainsi qu'au paiement de 800 Reichsmarks et 40 Francs suisses devant servir à récompenser le ou les dénonciateurs. Le 24 juin 1943, le recours en grâce est rejeté,,.
Le 27 septembre 1943, il est guillotiné par le bourreau Ernst Reindel, à la prison Roter Ochse (de) de Halle-an-der-Saale en même temps que ses trois camarades.
Il est incinéré le 30 septembre. Le 6 octobre, l'urne est déposée au cimetière Sainte-Gertrude. Elle est détruite lors d'un bombardement,,.